# نيكولا فاسيتش
نيكولا فاسيتش (بالصربية: Никола Васић) مواليد 15 سبتمبر 1984 في شاباتس، جمهورية صربيا الاشتراكية، هو لاعب كرة سلة صربي. بدأ مسيرته الاحترافية في سنة 2003. يبلغ طوله 6 قدم 5 بوصة (2.0 م). حقق المركز الأول في الألعاب الجامعية الصيفية 2003.

## المسيرة الاحترافية
لعب مع نادي إف إم بي لكرة السلة من سنة 2003 إلى 2006، ثم لعب مع نادي أليكانتي لكرة السلة في موسم 2006–2007، ثم لعب مع زينيت سانت بطرسبرغ في الدوري الروسي في موسم 2007–2008، ثم لعب مع بالونكيستو فوينلابرادا في الدوري الإسباني في سنة 2008، ثم لعب مع نادي ريد ستار لكرة السلة في موسم 2011–2012.

## الميداليات
| الميدالية | المسابقة                      |
| --------- | ----------------------------- |
| ذهبية     | الألعاب الجامعية الصيفية 2003 |

## روابط خارجية
- نيكولا فاسيتش على موقع الدوري الإسباني لكرة السلة (الإسبانية)
- نيكولا فاسيتش على موقع كرة السلة الأوروبية.كوم (الإنجليزية)
- نيكولا فاسيتش على موقع ريلجم (الإنجليزية)
- نيكولا فاسيتش على موقع بروبوليرز (الإنجليزية)
- نيكولا فاسيتش على موقع سبورتس رفرنس (الإنجليزية)